# 李吉甫
李 吉甫（り きっぽ、758年 - 814年）は、唐代の官僚・政治家。字は弘憲。本貫は趙州賛皇県。

## 経歴
代宗のときの御史大夫の李栖筠の子として生まれた。若くして学問を好み、文章を作ることができた。蔭官により、左司御衛率府倉曹参軍に任じられた。貞元元年（785年）、太常寺博士となった。博識多聞で、とくに国朝の故実に詳しかった。太常寺博士のまま、屯田員外郎となった。駕部員外郎に転じた。宰相の李泌や竇参にその才能を重んじられて推挙され、待遇はすこぶる厚かった。陸贄が宰相となると、吉甫は明州長史に左遷された。長らくを経て赦令に遇い、忠州刺史として起用された。ときに陸贄が忠州に流されていたが、吉甫は以前の恨みを気にしなかった。6年のあいだ官を異動せず、病のため罷免された。ほどなく柳州刺史に任じられ、饒州刺史に転じた。
永貞元年（805年）、憲宗が即位すると、吉甫は長安に召し出されて考功郎中・知制誥に任じられた。まもなく翰林学士となり、中書舎人に転じた。ときに中書主書の滑渙と知枢密中使の劉光琦が朝廷の権力を握ろうと策動していたため、吉甫は二人を追放するよう請願した。元和元年（806年）、西川節度副使の劉闢が反乱を起こすと、憲宗はこれを討伐するよう命じた。吉甫は広く江淮の軍を召集して、三峡から進入させ、西川の反乱軍の力を分散させるよう求めた。吉甫の計略は反乱征討に取り入れられた。元和2年（807年）春、杜黄裳が河中府に出向すると、吉甫は中書侍郎・同中書門下平章事（宰相）に抜擢された。
元和3年（808年）秋、吉甫は裴垍を自分に代わる宰相として推薦した。この年9月、検校兵部尚書に任じられ、中書侍郎・平章事を兼ね、淮南節度使として出向した。揚州にあっても、ことあるごとに朝廷の得失や軍事・国事の利害について、ひそかに上疏して論じた。高郵県に堤防を築いて、田数千頃を灌漑した。
元和5年（810年）冬、裴垍が病のため免官された。元和6年（811年）1月、吉甫は金紫光禄大夫・中書侍郎・平章事・集賢院大学士・監修国史・上柱国に任じられ、趙国公に封じられた。再び宰相として入朝すると、職員や諸色の出身の胥吏たちを減員するよう願い出た。
元和8年（813年）10月、回紇の部落が南方の砂漠を通過し、西受降城の柳谷の路を取って吐蕃を討とうとした。西受降城防禦使の周懐義が上表すると、唐の朝廷は回紇の本意を疑って恐れた。吉甫は回紇の侵入に備えて、夏州から天徳軍にいたる駅11カ所を再び設置するよう求めた。また夏州の騎士500人を発して経略軍城に陣営を置かせ、駅使を応援し、党項羌を兼ね守らせるよう願い出た。元和9年（814年）、経略軍城に宥州を置くよう求めた。淮西節度使の呉少陽が死去し、その子の呉元済が父の位を嗣ぎたいと求めてきた。吉甫は淮西を内地とみなし、唐の直轄地として掌握するよう願い出た。
10月、突然の病により死去した。享年は57。司空の位を追贈された。諡は忠懿といった。著書に『六代略』30巻・『元和郡国図』54巻・『国計簿』10巻・『百司挙要』1巻があり、当時に通行した。
子に李徳修・李徳裕があった。

## 伝記資料
- 『旧唐書』巻148 列伝第98
- 『新唐書』巻146 列伝第71